# سنتسیمو
چنتسیمو (به ایتالیایی: Centesimo) یک کلمه ایتالیایی است که از واژه لاتین centimus به معنی «یک صدم» گرفته شده‌است. این یکای پول برابر با ۱/۱۰۰ لیره بوده‌است.

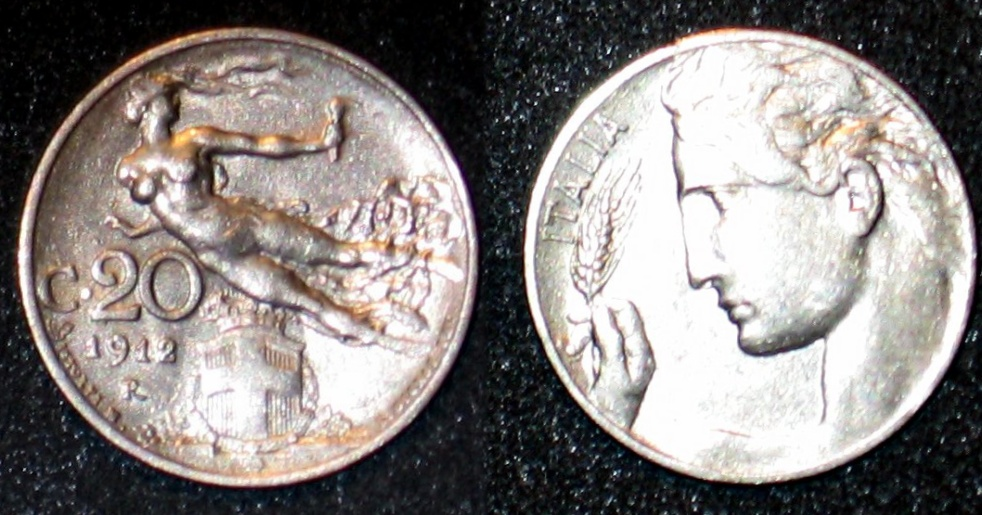
۲۰ چنتسیمو ایتالیا ۱۹۱۲

## کشورهایی که از سنتسیمو استفاده می‌کنند
- فرانک سوئیس (فقط ایتالیایی زبانان)
- بالبوآ پاناما (به عنوان Centésimo)
- پزوی اروگوئه (به عنوان Centésimo)

در اتحادیه اروپا سنت نام رسمی یک صدم یورو است. اما در ایتالیا از سنتسیمو استفاده می‌شود.